# Barbara S. Brogliatti
Barbara S. Brogliatti (Califórnia, 8 de janeiro de 1946 — Califórnia, 21 de junho de 2015) foi uma publicitária e empresária norte-americana.